# Arsenal Football Club 2007-2008
Questa voce raccoglie le informazioni riguardanti l'Arsenal nelle competizioni ufficiali della stagione 2007-2008.

## Maglie e divise
| Casa | Trasferta | Terza divisa |  |

## Rosa
In corsivo i calciatori ceduti durante la stagione
| N. |                           | Ruolo | Calciatore        |
| -- | ------------------------- | ----- | ----------------- |
| 1  | Germania (bandiera)       | P     | Jens Lehmann      |
| 2  | Francia (bandiera)        | C     | Abou Diaby        |
| 3  | Francia (bandiera)        | D     | Bacary Sagna      |
| 4  | Spagna (bandiera)         | C     | Cesc Fàbregas     |
| 5  | Costa d'Avorio (bandiera) | D     | Kolo Touré        |
| 6  | Svizzera (bandiera)       | D     | Philippe Senderos |
| 7  | Rep. Ceca (bandiera)      | C     | Tomáš Rosický     |
| 8  | Francia (bandiera)        | C     | Lassana Diarra    |
| 9  | Croazia (bandiera)        | A     | Eduardo           |
| 10 | Francia (bandiera)        | D     | William Gallas    |
| 11 | Paesi Bassi (bandiera)    | A     | Robin van Persie  |
| 13 | Bielorussia (bandiera)    | C     | Aljaksandr Hleb   |
| 15 | Brasile (bandiera)        | C     | Denílson          |
| 16 | Francia (bandiera)        | C     | Mathieu Flamini   |
| 17 | Camerun (bandiera)        | C     | Alexandre Song    |
| 19 | Brasile (bandiera)        | C     | Gilberto Silva    |
| 20 | Svizzera (bandiera)       | D     | Johan Djourou     |

| N. |                              | Ruolo | Calciatore        |
| -- | ---------------------------- | ----- | ----------------- |
| 21 | Polonia (bandiera)           | P     | Łukasz Fabiański  |
| 22 | Francia (bandiera)           | D     | Gaël Clichy       |
| 24 | Spagna (bandiera)            | P     | Manuel Almunia    |
| 25 | Togo (bandiera)              | A     | Emmanuel Adebayor |
| 26 | Danimarca (bandiera)         | A     | Nicklas Bendtner  |
| 27 | Costa d'Avorio (bandiera)    | D     | Emmanuel Eboué    |
| 30 | Francia (bandiera)           | D     | Armand Traoré     |
| 31 | Trinidad e Tobago (bandiera) | D     | Justin Hoyte      |
| 32 | Inghilterra (bandiera)       | A     | Theo Walcott      |
| 33 | Inghilterra (bandiera)       | D     | Matthew Connolly  |
| 34 | Inghilterra (bandiera)       | D     | Kieran Gibbs      |
| 36 | Inghilterra (bandiera)       | C     | Mark Randall      |
| 39 | Inghilterra (bandiera)       | C     | Henri Lansbury    |
| 40 | Italia (bandiera)            | P     | Vito Mannone      |
| 42 | Spagna (bandiera)            | C     | Fran Mérida       |
| 43 | Paesi Bassi (bandiera)       | C     | Nacer Barazite    |
| 46 | Irlanda (bandiera)           | A     | Kerrea Gilbert    |

## Calciomercato

### Sessione estiva
| Acquisti         | Acquisti           | Acquisti        | Acquisti                    |
| R.               | Nome               | da              | Modalità                    |
| ---------------- | ------------------ | --------------- | --------------------------- |
| A                | Eduardo            | Dinamo Zagabria | definitivo (13,5 milioni €) |
| D                | Bacary Sagna       | Auxerre         | definitivo (9 milioni €)    |
| P                | Łukasz Fabiański   | Legia Varsavia  | definitivo (4,35 milioni €) |
| C                | Lassana Diarra     | Chelsea         | definitivo (2,9 milioni €)  |
| D                | Pedro Botelho      | Figueirense     | definitivo (1,2 milioni €)  |
| Altre operazioni |                    |                 |                             |
| R.               | Nome               | da              | Modalità                    |
| A                | José Antonio Reyes | Real Madrid     | fine prestito               |
| A                | Carlos Vela        | Salamanca UDS   | fine prestito               |

| Cessioni         | Cessioni           | Cessioni        | Cessioni                   |
| R.               | Nome               | a               | Modalità                   |
| ---------------- | ------------------ | --------------- | -------------------------- |
| A                | Thierry Henry      | Barcellona      | definitivo (24 milioni €)  |
| A                | José Antonio Reyes | Atlético Madrid | definitivo (12 milioni €)  |
| C                | Fabrice Muamba     | Birmingham City | definitivo (6 milioni €)   |
| C                | Fredrik Ljungberg  | West Ham Utd    | definitivo (4,5 milioni €) |
| A                | Jérémie Aliadière  | Middlesbrough   | definitivo (3 milioni €)   |
| D                | Pedro Botelho      | Salamanca UDS   | prestito (125 mila €)      |
| P                | Mart Poom          | Watford         | definitivo (100 mila €)    |
| A                | Arturo Lupoli      | Fiorentina      | gratuito                   |
| Altre operazioni |                    |                 |                            |
| R.               | Nome               | da              | Modalità                   |
| A                | Júlio Baptista     | Real Madrid     | fine prestito              |
| D                | Ryan Garry         | Bournemouth     | gratuito                   |
| D                | Joe O'Cearuill     | Barnet          | gratuito                   |
| D                | Johan Djourou      | Birmingham City | prestito                   |
| A                | Carlos Vela        | Osasuna         | prestito                   |
| D                | Kerrea Gilbert     | Southend Utd    | prestito                   |

### Sessione invernale
| Acquisti         | Acquisti         | Acquisti         | Acquisti         |
| R.               | Nome             | da               | Modalità         |
| Altre operazioni | Altre operazioni | Altre operazioni | Altre operazioni |
| R.               | Nome             | da               | Modalità         |
| ---------------- | ---------------- | ---------------- | ---------------- |
| D                | Johan Djourou    | Birmingham City  | fine prestito    |

| Cessioni         | Cessioni       | Cessioni      | Cessioni                 |
| R.               | Nome           | a             | Modalità                 |
| ---------------- | -------------- | ------------- | ------------------------ |
| C                | Lassana Diarra | Portsmouth    | definitivo (7 milioni €) |
| Altre operazioni |                |               |                          |
| R.               | Nome           | da            | Modalità                 |
| C                | Fran Mérida    | Real Sociedad | prestito                 |
| C                | Mark Randall   | Burnley       | prestito                 |
| D                | Kieran Gibbs   | Norwich City  | prestito                 |

## Risultati

### Premier League
| Arbitro: | Dowd |

|                                |           |          |
| van Persie 84’ (rig.) Hleb 90’ | Marcatori | 1’ Healy |

| Arbitro: | Dean |

|            |           |             |
| Taylor 60’ | Marcatori | 4’ Adebayor |

| Arbitro: | Wiley |

|          |           |                |
| Dunn 72’ | Marcatori | 18’ van Persie |

| Arbitro: | Foy |

|              |           |  |
| Fàbregas 80’ | Marcatori |  |

| Arbitro: | Halsey |

|                                             |           |          |
| Adebayor 8’ (rig.) Fàbregas 35’ Rosický 59’ | Marcatori | 60’ Kanu |

| Arbitro: | Clattenburg |

|          |           |                                  |
| Bale 15’ | Marcatori | 65’, 90+4’ Adebayor 80’ Fàbregas |

| Arbitro: | Atkinson |

|                                                      |           |  |
| Diaby 10’ Adebayor 25’, 50’ (rig.), 79’ Fàbregas 70’ | Marcatori |  |

| Arbitro: | Wiley |

|  |           |                |
|  | Marcatori | 13’ van Persie |

| Arbitro: | Styles |

|                                 |           |                       |
| van Persie 7’, 80’ Senderos 14’ | Marcatori | 25’ Wallace 48’ Jones |

| Arbitro: | Riley |

|                       |           |  |
| Touré 68’ Rosický 80’ | Marcatori |  |

| Arbitro: | Webb |

|            |           |              |
| Gerrard 7’ | Marcatori | 80’ Fàbregas |

| Arbitro: | Webb |

|                           |           |                                 |
| Fàbregas 49’ Gallas 90+1’ | Marcatori | 45+1’ (aut.) Gallas 82’ Ronaldo |

| Arbitro: | Styles |

|            |           |                                   |
| Shorey 87’ | Marcatori | 44’ Flamini 52’ Adebayor 78’ Hleb |

| Arbitro: | Walton |

|                        |           |  |
| Gallas 83’ Rosický 85’ | Marcatori |  |

| Arbitro: | Foy |

|             |           |                          |
| Gardner 14’ | Marcatori | 23’ Flamini 36’ Adebayor |

| Arbitro: | Webb |

|                              |           |               |
| Downing 4’ (rig.) Tuncay 73’ | Marcatori | 90+5’ Rosický |

| Arbitro: | Wiley |

|              |           |  |
| Gallas 45+2’ | Marcatori |  |

| Londra 22 dicembre 2007, ore 12:45 WET 18ª giornata                      | Arsenal   | 2 – 1 referto | Tottenham | Emirates Stadium |
| \| \| \| \| \| Adebayor 48’ Bendtner 76’ \| Marcatori \| 66’ Berbatov \| |           |               |           |                  |
|                                                                          |           |               |           |                  |
| Adebayor 48’ Bendtner 76’                                                | Marcatori | 66’ Berbatov  |           |                  |

| Portsmouth 26 dicembre 2007, ore 19:45 WET 19ª giornata | Portsmouth | 0 – 0 referto | Arsenal | Fratton Park (20 556 spett.)\| Arbitro: \| Bennett \| |
| Arbitro:                                                | Bennett    |               |         |                                                       |

| Arbitro: | Atkinson |

|            |           |                                             |
| Cahill 19’ | Marcatori | 47’, 58’ Eduardo 78’ Adebayor 90+3’ Rosický |

| Arbitro: | Foy |

|                         |           |  |
| Eduardo 2’ Adebayor 18’ | Marcatori |  |

| Arbitro: | Dowd |

|                     |           |              |
| Adebayor 21’ (rig.) | Marcatori | 48’ O'Connor |

| Arbitro: | Walton |

|  |           |                               |
|  | Marcatori | 19’, 38’ Adebayor 81’ Rosický |

| Arbitro: | Riley |

|                                       |           |  |
| Adebayor 40’ Flamini 72’ Fàbregas 80’ | Marcatori |  |

| Arbitro: | Marriner |

|               |           |                              |
| Fernandes 28’ | Marcatori | 9’, 88’ Adebayor 26’ Eduardo |

| Arbitro: | Bennett |

|                            |           |  |
| Senderos 4’ Adebayor 90+1’ | Marcatori |  |

| Arbitro: | Dean |

|                            |           |                  |
| McFadden 28’, 90+5’ (rig.) | Marcatori | 50’, 55’ Walcott |

| Arbitro: | Clattenburg |

|                |           |                     |
| Bendtner 90+3’ | Marcatori | 27’ (aut.) Senderos |

| Arbitro: | Halsey |

|           |           |               |
| Touré 86’ | Marcatori | 25’ Aliadière |

| Wigan 9 marzo 2008, ore 16:00 WET 30ª giornata | Wigan  | 0 – 0 referto | Arsenal | DW Stadium (19 676 spett.)\| Arbitro: \| Styles \| |
| Arbitro:                                       | Styles |               |         |                                                    |

| Arbitro: | Clattenburg |

|                 |           |           |
| Drogba 72’, 81’ | Marcatori | 59’ Sagna |

| Arbitro: | Foy |

|                    |           |                                                      |
| M. Taylor 14’, 43’ | Marcatori | 62’ Gallas 68’ (rig.) van Persie 90+1’ (aut.) Samuel |

| Arbitro: | Dowd |

|              |           |            |
| Bendtner 54’ | Marcatori | 42’ Crouch |

| Arbitro: | Webb |

|                                   |           |              |
| Ronaldo 54’ (rig.) Hargreaves 72’ | Marcatori | 48’ Adebayor |

| Arbitro: | Walton |

|                                 |           |  |
| Adebayor 30’ Gilberto Silva 38’ | Marcatori |  |

| Arbitro: | Marriner |

|                           |           |                                                                  |
| McEveley 31’ Earnshaw 77’ | Marcatori | 25’ Bendtner 39’ van Persie 59’, 81’, 90+1’ Adebayor 78’ Walcott |

| Arbitro: | Wiley |

|              |           |  |
| Bendtner 77’ | Marcatori |  |

| Arbitro: | Stroud |

|  |           |             |
|  | Marcatori | 24’ Walcott |

### FA Cup

#### Terzo turno
| Arbitro: | Wiley |

|  |           |                         |
|  | Marcatori | 7’ Eduardo 75’ Bendtner |

#### Quarto turno
| Arbitro: | Atkinson |

|                                   |           |  |
| Adebayor 51’, 83’ Butt 89’ (aut.) | Marcatori |  |

#### Quinto turno
| Arbitro: | Wiley |

|                                       |           |  |
| Rooney 16’ Fletcher 20’, 74’ Nani 38’ | Marcatori |  |

### Football League Cup

#### Terzo turno
| Arbitro: | Webb |

|                           |           |  |
| Bendtner 83’ Denílson 89’ | Marcatori |  |

#### Ottavi di finale
| Arbitro: | Dean |

|  |           |                              |
|  | Marcatori | 8’, 50’ Eduardo 69’ Denílson |

#### Quarti di finale
| Arbitro: | Riley |

|                     |           |                            |
| Santa Cruz 42’, 60’ | Marcatori | 6’ Diaby 29’, 104’ Eduardo |

#### Semifinale
| Arbitro: | Dean |

|             |           |           |
| Walcott 79’ | Marcatori | 37’ Jenas |

| Arbitro: | Webb |

|                                                                    |           |              |
| Jenas 3’ Bendtner 27’ (aut.) Keane 48’ Lennon 60’ Malbranque 90+4’ | Marcatori | 70’ Adebayor |

### UEFA Champions League

#### Terzo turno preliminare
| Arbitro: | Medina Cantalejo |

|  |           |                         |
|  | Marcatori | 72’ Fàbregas 90+2’ Hleb |

| Arbitro: | De Bleeckere |

|                                     |           |  |
| Rosický 7’ Fàbregas 88’ Eduardo 89’ | Marcatori |  |

#### Fase a gironi
| Arbitro: | Fröjdfeldt |

|                                         |           |  |
| Fàbregas 28’ van Persie 59’ Eduardo 90’ | Marcatori |  |

| Arbitro: | Hauge |

|  |           |                |
|  | Marcatori | 76’ van Persie |

| Arbitro: | Farina |

|                                                                            |           |  |
| Fàbregas 5’, 58’ Hubáček 24’ (aut.) Walcott 41’, 55’ Hleb 51’ Bendtner 89’ | Marcatori |  |

| Praga 7 novembre 2007, ore 20:45 CET 4ª giornata | Slavia Praga | 0 – 0 referto | Arsenal | Stadio Evžena Rošického (18 000 spett.)\| Arbitro: \| Layec \| |
| Arbitro:                                         | Layec        |               |         |                                                                |

| Arbitro: | Braamhaar |

|                                               |           |             |
| Keita 24’ Luís Fabiano 34’ Kanoute 89’ (rig.) | Marcatori | 11’ Eduardo |

| Arbitro: | Baskakov |

|                       |           |             |
| Diaby 8’ Bendtner 42’ | Marcatori | 68’ Zaharia |

#### Fase a eliminazione diretta

##### Ottavi di finale
| Londra 20 febbraio 2008, ore 20:45 CET Ottavi di finale - Andata | Arsenal   | 0 – 0 referto | Milan | Emirates Stadium (60 082 spett.)\| Arbitro: \| Bo Larsen \| |
| Arbitro:                                                         | Bo Larsen |               |       |                                                             |

| Arbitro: | Plautz |

|  |           |                             |
|  | Marcatori | 84’ Fàbregas 90+2’ Adebayor |

##### Quarti di finale
| Arbitro: | Vink |

|              |           |          |
| Adebayor 23’ | Marcatori | 26’ Kuyt |

| Arbitro: | Fröjdfeldt |

|                                                      |           |                        |
| Hyypiä 30’ Torres 69’ Gerrard 85’ (rig.) Babel 90+2’ | Marcatori | 13’ Diaby 84’ Adebayor |

## Statistiche

### Andamento in campionato
| Giornata  | 1 | 2 | 3 | 4 | 5 | 6 | 7 | 8 | 9 | 10 | 11 | 12 | 13 | 14 | 15 | 16 | 17 | 18 | 19 | 20 | 21 | 22 | 23 | 24 | 25 | 26 | 27 | 28 | 29 | 30 | 31 | 32 | 33 | 34 | 35 | 36 | 37 | 38 |
| --------- | - | - | - | - | - | - | - | - | - | -- | -- | -- | -- | -- | -- | -- | -- | -- | -- | -- | -- | -- | -- | -- | -- | -- | -- | -- | -- | -- | -- | -- | -- | -- | -- | -- | -- | -- |
| Luogo     | C | T | C | C | T | C | T | C | C | T  | C  | T  | C  | T  | T  | T  | C  | C  | T  | T  | C  | C  | T  | C  | T  | C  | T  | C  | T  | C  | T  | T  | C  | T  | C  | T  | C  | T  |
| Risultato | V | N | V | V | V | V | V | V | V | N  | N  | V  | V  | V  | N  | P  | V  | V  | N  | V  | V  | N  | V  | V  | V  | V  | N  | N  | N  | N  | P  | V  | N  | P  | V  | V  | V  | V  |
| Posizione | 4 | 7 | 6 | 2 | 1 | 1 | 1 | 1 | 1 | 1  | 1  | 1  | 1  | 1  | 1  | 1  | 1  | 1  | 2  | 1  | 1  | 2  | 2  | 1  | 1  | 1  | 1  | 1  | 1  | 2  | 3  | 2  | 3  | 3  | 3  | 3  | 3  | 3  |

Legenda:

Luogo: C = Casa; T = Trasferta. Risultato: V = Vittoria; N = Pareggio; P = Sconfitta.